# 99863 Winnewisser
99863 Winnewisser è un asteroide della fascia principale. Scoperto nel 2002, presenta un'orbita caratterizzata da un semiasse maggiore pari a 2,9238698 UA e da un'eccentricità di 0,0533647, inclinata di 3,28488° rispetto all'eclittica.